# Nora Tausz Rónai
Nora Tausz Rónai (Fiume, 1924. február 29. –) brazil építész, író és úszóbajnok.

## Életpályája
Tausz Ede Meier biztosítási ügynök és Kápolnai Jolán gyermekeként született Fiumében, mely akkoriban Olaszország része volt. Anyja Nagykanizsáról származott, míg apja családja évszázadokig Fiumében élt. Otthon magyarul és olaszul beszéltek.
Tizenegy éves koráig Magyarországon járt iskolába, majd családjával visszatért szülővárosába. A hatalomra jutó fasiszta kormány ellehetetlenítette, hogy zsidóként iskolába járjon, ez azonban nem akadályozta meg abban, hogy visszatérjen tanulmányaihoz. Öt éven át magánórákat vett franciából és matematikából. 1938-ban a Mussolini vezette olasz kormány megfosztotta állampolgárságától.
A náci üldözés miatt családjával Rio de Janeiróba menekült a spanyol Cabo de Hornos hajó fedélzetén.
Férjhez ment Rónai Pál filológushoz, műfordítóhoz és íróhoz, akitől két lánya született: Cora Rónai újságíró és Laura Rónai zenész és kritikus.
2014 augusztusában hat aranyérmet nyert a kanadai Montréalban megrendezett szenior úszó-világbajnokságon.
2014-ben két könyvet adott ki. Az első, mely az O Roubo da Varinha de Condão E Outras Histórias címet viseli, egy olyan gyermekmese gyűjtemény, amely azokon a történeteken alapszik, amelyeket Nora lányainak és unokáinak mesélt, amikor azok még gyerekek voltak. A második, a Memórias de Um Lugar Chamado Onde, egy önéletrajzi kötet, amelyben elmeséli európai gyermekkorának egy részét és családja Brazíliába való menekülését a háború elől.

## Fordítás
- Ez a szócikk részben vagy egészben  a   Nora Tausz Rónai című portugál Wikipédia-szócikk ezen változatának fordításán alapul.  Az eredeti cikk szerkesztőit annak laptörténete sorolja fel. Ez a jelzés csupán a megfogalmazás eredetét és a szerzői jogokat jelzi, nem szolgál a cikkben szereplő információk forrásmegjelöléseként.